# Coussarea venosa
Coussarea venosa är en måreväxtart som beskrevs av Paul Carpenter Standley. Coussarea venosa ingår i släktet Coussarea och familjen måreväxter.
Artens utbredningsområde är Colombia. Inga underarter finns listade i Catalogue of Life.